# Косая дорожка (Петроградский район)
Коса́я дорожка — улица в Петроградском районе Санкт-Петербурга, располагавшаяся на Крестовском острове. Считалась самой короткой улицей Санкт-Петербурга — на ней находилось всего одно здание, обладающее адресом «Косая дорожка, дом 3-а».

## История
Проходила от Морского проспекта до дома № 14—16 по Константиновскому проспекту.
Первоначально улица получила своё название в 1920-х годах, впоследствии улица переименовывалась и своё прежнее название вернула лишь 7 июля 1999 года.
Официально исключена из Реестра названий Санкт-Петербурга 31 декабря 2008 года.

## Транспорт
Метро  «Крестовский остров»